# Achille Lizzi
Achille Lizzi (Terracina, 1882 – ?) was een Italiaans componist, muziekpedagoog en dirigent. Hij was de oudere broer van Virgilio Lizzi, eveneens componist en dirigent.

## Levensloop
Lizzi kreeg ook zijn eerste muziekles van zijn vader Alfonso Lizzi. Later studeerde hij aan de Accademia Nazionale di Santa Cecilia in Rome, onder anderen bij Alessandro Vessella (compositie en HaFa-instrumentatie) en behaalde zijn diploma's in 1908. Hij werd lid van de Banda dell'Arma dei Carabinieri en ook van de stedelijke banda van Rome. In 1907 werd hij dirigent van een militaire muziekkapel in Novi Ligure vervolgens in Salerno. Hij maakte met zijn muziekkapel deel uit van de Italiaans-Turkse Oorlog en werd na der terugkomst met de militaire muziekkapel van het 15e Infanterieregiment in Caserta gestationeerd. In 1922 werd hij benoemd tot dirigent van de militaire muziekkapel van 3e legerkorps van Milaan en bleef in deze functie tot zijn pensionering in 1945. Met dit orkest verzorgde hij verschillende plaatopnames voor het label His Master's Voice.
Van 1937 tot 1938 was hij docent voor HaFa-instrumentatie aan het Conservatorio "Giuseppe Verdi" (Milaan).
Hij was ook dirigent van diverse civiele banda's zoals van het Corpo Musicale "Santa Cecilia" Cuggiono in de jaren 1930, het Corpo Musicale Mandellese Mandello del Lario (1947-1948), de Banda di Associazione Musicale Città di San Pellegrino Terme, het Corpo musicale "La Brianzola" Cantù, het Premiato Corpo Musicale "Gaetano Donizetti" Calolziocorte (1947-1955), en het Corpo Musicale Alessandro Manzoni della Città di Lecco (1936-1940, 1946-1949 en 1958-1967).

## Composities

### Werken voor banda (harmonieorkest)
- 1929 Inno Pontificio che si suole eseguire all'apparire del sommo pontefice, hymne voor banda (harmonieorkest)
- 1929 Ziki-paki-ziki-pù, canzone one-step voor zangstem en harmonieorkest – tekst: Vittorio Mascheroni
- 1930 Bellezza mia, canzone voor zangstem en harmonieorkest – tekst: Peppino Mendes
- 1930 E' vietato, foxtrot voor zangstem en harmonieorkest – tekst: Peppino Mendes
- 1930 Giacomina, one-step voor zangstem en harmonieorkest – tekst: Peppino Mendes
- 1930 Giralo Come vuoi, foxtrot voor zangstem en harmonieorkest – tekst: Angelo Ramiro Borella
- 1930 L'uomo è fumator, one-step voor zangstem en harmonieorkest – tekst: Angelo Ramiro Borella
- 1930 Come una sigaretta, canzone tango voor zangstem en harmonieorkest – tekst: Peppino Mendes
- 1930 Il mio e il tuo, foxtrot voor zangstem en harmonieorkest – tekst: Angelo Ramiro Borella
- 1930 Miss, One-step voor zangstem en harmonieorkest – tekst: Peppino Mendes
- 1930 Marionette d'amore, fox-one-step voor zangstem en harmonieorkest – tekst: Peppino Mendes
- 1930 Nyna, tango
- 1930 Stramilano, canzone one-step voor zangstem en harmonieorkest – tekst: Luciano Ramo
- 1953 La brianzola, mars
- 1953 Popi, mars
- 1956 Bice, mars
- 1956 Emilia, mars
- 1956 Saluto a Villasanta, mars
- 1957 Sentimento, processiemars
- 1960 Lidia, mars
- 4° Artiglieria, mars
- Campleanno, wals
- G. Cantoni, mars
- Omaggio, mars